# Leonard Hankerson
Leonard Hankerson Jr. (Fort Lauderdale, 30 gennaio 1989) è un giocatore di football americano statunitense che gioca nel ruolo di wide receiver per gli Atlanta Falcons della National Football League (NFL). Fu scelto nel corso del terzo giro (79º assoluto) del Draft NFL 2011 dai Washington Redskins. Al college ha giocato a football all'Università di Miami.

## Carriera professionistica

### Washington Redskins
Hankerson fu scelto dai Washington Redskins nel corso del terzo giro del Draft 2011. Nella sua stagione da rookie disputò solamente quattro partite prima di subire una sub-lussazione a un'anca nella gara contro i Miami Dolphins che lo tenne fuori per il resto dell'annata. Segnò il suo primo touchdown su ricezione nella settimana 2 della stagione 2012 contro i St. Louis Rams. Altri due li segnò nella vittoria della settimana 15 contro i Cleveland Browns. La sua seconda stagione si concluse disputando tutte le 16 partite (5 come titolare), con 543 yard ricevute e 3 touchdown.
Nella prima gara della stagione 2013 persa contro i Philadelphia Eagles, Hankerson segnò due touchdown.

### Atlanta Falcons
L'11 marzo 2015, Hankerson firmò con gli Atlanta Falcons.

## Statistiche
| Partite totali      | 31    |
| Partite da titolare | 14    |
| Yard ricevute       | 1.081 |
| Touchdown           | 6     |

Statistiche aggiornate alla stagione 2014